# Les Fourmis (Werber)
Pour les articles homonymes, voir Les Fourmis.
Les Fourmis est un roman de Bernard Werber, paru en France en 1991 chez Albin Michel. Il s'agit du premier tome de La Trilogie des fourmis.

## Histoire
(décembre 2018).
Améliorez-le ou discutez des points à vérifier. 

### Situation initiale
Jonathan Wells, neveu du biologiste Edmond Wells, hérite après la mort de celui-ci d'un vaste et ancien appartement, en lisière de la forêt de Fontainebleau. Il s'y installe avec sa famille et, malgré une lettre posthume de son oncle visant à dissuader toute incursion dans la cave accessible depuis l'appartement, est obligé d'y descendre après que le caniche de la famille s'y est aventuré et n'en est pas remonté.
Peu à peu, Jonathan va découvrir les études et découvertes révolutionnaires de son oncle au sujet des fourmis. Enquêtant auprès des personnes ayant connu l'oncle Edmond, il est aussi confronté à une énigme, importante dans l'intrigue : « Comment faire quatre triangles équilatéraux avec six allumettes ? »
Mais un jour, Jonathan ne remonte pas de la cave et, peu à peu, toutes les autres personnes partant à sa recherche disparaissent également.
Parallèlement, à quelque distance de là, une colonie de fourmis rousses vit son quotidien dans une ville-fourmilière appelée Bel-o-kan. 327e, une fourmi mâle, avertit la reine que son groupe d'exploration a été décimé par une force mystérieuse. Ensuite, il rencontre et avertit 56e, une princesse (reine non-fécondée), et puis 103 683e, une fourmi soldate asexuée, qui l'aideront dans sa lutte contre les mystérieuses « guerrières à l'odeur de roche ».

### Résumé
Le livre est divisé en deux univers distincts, qui finissent par se recouper à la fin du récit : le monde des humains et celui des fourmis. Ce dernier est lui-même divisé en deux histoires parallèles : celle de la vie de la soldate et celle de la vie de la nouvelle reine.

#### Le monde des humains
L'ouvrage débute sur un article de l'Encyclopédie du savoir relatif et absolu.
Jonathan, serrurier au chômage, chanceux, hérite d'un grand appartement de son oncle biologiste et entomologiste Edmond Wells, près de la forêt de Fontainebleau, dans laquelle il vient vivre avec sa petite famille : son épouse Lucie, son fils de neuf ans Nicolas, ainsi que son chien Ouarzazate. Toutefois, cet appartement a une particularité qu'il découvre à l'occasion d'une visite chez sa grand-mère, Augusta Wells, qui lui remet une lettre en lien avec le testament de son oncle[pas clair] lui intimant l'ordre de ne jamais descendre dans la cave. À côté de ce mystère une énigme autrefois posée par son oncle est évoquée par Augusta : « Comment faire quatre triangles équilatéraux avec six allumettes ? ». Elle ne donne pas la réponse, mais dit que pour la trouver, « il faut penser différemment ».
L'histoire s'accélère avec la disparition de leur chien qui s'est perdu dans la cave en passant par un trou, ce qui pousse Jonathan à aller le chercher, désobéissant par la même occasion à la mise en garde d'Edmond Wells. Il en remonte après y avoir passé huit heures, et en revient quelque peu transfiguré tandis que son chien a été mis en pièces par des rats. Il est si enthousiaste qu'il compte y redescendre pour comprendre ce qu'a pu y faire Edmond autrefois, mais aussi par défi personnel. Pour se préparer, il consulte le professeur Rosenfeld au sujet des recherches de son oncle, les fourmis Magnan, puis s'équipe en conséquence de divers matériaux de bricolage, avant de redescendre dans la cave. Mais au bout de deux jours, il ne remonte toujours pas ; sa famille s'inquiète, notamment sa femme, Lucie. À la suite d'un rêve étrange dans lequel Edmond s'adresse à elle, celle-ci a une révélation, et décide d'aller le chercher.
Elle disparaît à son tour…
Le mystère s’épaissit quand un dénommé monsieur Gougne cherche à pénétrer dans la maison de Jonathan afin de retrouver une certaine Encyclopédie du savoir relatif et absolu rédigée par Edmond Wells.
Le père et la mère ont tous les deux disparu, la police est avertie et une enquête est ouverte. Celle-ci est menée par le commissaire Bilsheim et l'inspecteur Galin, deux spécialistes des affaires étranges. L'inspecteur Galin décide donc d'explorer la cave accompagné de huit pompiers, qui bien évidemment, se perdent à leur tour…
Sans parents, Nicolas se retrouve à l'orphelinat, où il fait la connaissance de jeunes de son âge, Jean et Philippe, avec qui il devient ami. C'est en regardant la télévision qu'il tombe sur la présentation du professeur Leduc, dans laquelle il reconnaît M. Gougne. Nicolas comprend qu'il y a une relation entre cette encyclopédie et la disparition de ses parents, et il a l'intuition qu'ils sont toujours en vie ; il s'enfuit donc de l'orphelinat pour les rejoindre. Il retourne alors dans l'appartement et descend dans la cave. Puis il tombe sur l'inscription suivante « Comment faire quatre triangles équilatéraux avec six allumettes ? ». Il parvient à résoudre l'énigme, mais un mécanisme l'empêche de revenir en arrière.
Sous la pression de son chef Solange, le commissaire Bilsheim se rend dans la cave accompagné de six gendarmes suréquipés. Il se retrouve lui-même face à l'énigme aux allumettes qu'il résout, le mécanisme s'enclenche, et l'équipe se perd… Un gendarme parvient à revenir, mais ne peut s'exprimer car il a perdu l'esprit.
Légataire de seconde main dans le testament d'Edmond Wells, Augusta Wells vient habiter l'appartement de Jonathan. Elle n'a pas peur de descendre dans la cave car elle ne croit pas qu'elle y disparaîtra. C'est au tour du professeur Leduc de chercher à vouloir pénétrer dans la cave, mais sans parvenir au fond ; c'est toutefois la seule personne à en revenir saine d'esprit pour témoigner.
Augusta en profite pour recueillir des informations et monter une équipe de choc : Augusta, Jason Bragel, un ancien ami d'Edmond, et le professeur Rosenfeld (qui avait autrefois accompagné Edmond Wells dans une expédition en Afrique) font connaissance, et affrontent tous les trois le mystère de la cave maudite.
Les trois amis résolvent facilement « l'énigme des allumettes », puis continuent de descendre, pour arriver dans un tunnel coupé par une nasse qui les compresse et les empêche de revenir en arrière. Après le tunnel, un autre escalier en colimaçon, qui monte cette fois-ci et qui se termine par un autre dispositif : une marche piégée, qui les fait tomber dans un filet. Ils découvrent alors une immense pièce secrète enfouie sous terre mais il leur est impossible de faire demi-tour.
Tous ceux qui s'étaient perdus dans la cave se trouvent dans cette pièce cloisonnée, qui est en fait un ancien temple protestant caché, enfoui sous terre. On découvre ainsi que les dispositifs empêchant le retour ont été mis en place par Jonathan, sous les directives d'Edmond Wells, qui a d'ailleurs mis au point une machine à comprendre et à communiquer avec les fourmis, prenant la forme d'une mini fourmi robot, et portant le patronyme du Docteur Livingstone. Une colonie de dix-huit millions de fourmis vit au-dessus d'eux, la cité de Bel-o-kan, avec laquelle ils communiquent grâce à ce gadget.

#### Le monde des fourmis
Bel-o-kan, à 6 km de la maison des Wells (habitant 3 rue Sybarite à Fontainebleau), est une fourmilière de dix-huit millions d'habitants, comprenant soixante-quatre cités fédérées. C'est le début du printemps, la fourmilière vient à peine de se réveiller mais déjà la machine organique se met en branle.
Une fourmi guerrière de 105 jours propose à la fourmi 327e, un mâle, de partir en expédition de chasse dans une grotte d'eau chaude. L'expédition compte vingt-huit guerrières assez âgées. Les fourmis explorent le terrain par système de rotation puis tombent sur la grotte d'eau chaude et rencontrent une quantité d'insectes. Un évènement perturbateur va être à la base de toute l'intrigue de l'histoire : les fourmis rentrent de l'expédition mais pendant que 327e va cueillir une fleur rouge, ses collègues meurent d'une façon foudroyante. La vibration de ses antennes l'éveille à un indice qui laisserait penser que le responsable est une arme foudroyante des fourmis naines de Shi-gae-pou.
327e revient de son expédition et avertit ses congénères du danger, mais du fait qu'elle n'a pas de preuve concrète, personne ne la croit. Pour la convaincre, 327e décide donc de voir la reine dans la cité interdite. Elle lui répond que son rôle ne réside que dans la ponte et qu'elle n'est pas en mesure de donner des ordres aux autres fourmis, que la cité a d'autres priorités qu'un hypothétique danger, et que pour répondre à sa demande, elle doit pondre vingt-huit œufs pour remplacer les pertes.
À la suite de cela, 327e est suivie de près par d'autres fourmis à l'odeur de roche qui souhaitent la tuer. S'étant emparées d'elle, elles lui retirent les phéromones de ses antennes, et la portent en direction de la décharge. Elle est sauvée par l'attaque impromptue d'un pivert gourmand.
Cependant, n'ayant plus d'odeur passeport, elle se trouve en danger au sein de la fourmilière. Pénétrant dans la cité interdite au cœur de la souche, 327e rencontre une femelle, 56e qui ne la reconnaît pas. À la suite de leur affrontement, 327e finit par établir un contact direct antenne à antenne, aussi appelé CA (Communication Absolue) avec cette dernière, et lui raconte ses mésaventures. Le comprenant, elle lui donne quelques-unes de ses phéromones passeport et l'invite dans sa loge où elle dispose d'un passage secret. En chemin, elles croisent  une autre « fourmi soldat » asexuée qui se laisse convaincre par la femelle, la 103 683e de la ponte d’été. Elles décident de monter une équipe pour convaincre le reste de la cité : chaque fourmi part alors dans sa direction pour en convaincre d'autres de l'urgence de la situation.
327e et 56e sont toutes les deux attaquées par des fourmis à l'odeur de roche, tandis que 103 683e réussit à convaincre une trentaine d'entre elles qu'il y a un réel danger. Leur première réunion aura lieu à l'étage -50 pour éviter qu'elles ne se fassent repérer. Les trois fourmis se retrouvent, mais elles sont suivies par une centaine d'autres « fourmis soldats » qui veulent les tuer, il faut donc fuir. Pour échapper à celles qui les poursuivent, elles décident de creuser dans un mur et de le reconstituer derrière elles pour échapper à d'autres éventuelles chasseuses. Finalement elles atteignent une poche d'air indépendante de la cité et décident de rejoindre leurs congénères à l'étage -50. Elles creusent et finissent par s'endormir. Après quelques péripéties, elles gagnent finalement le lieu du rendez-vous mais les autres fourmis sont démantibulées. En dessous, le sol est rocailleux, et elles tombent dans un piège : un coléoptère lomechuse auquel elles échappent sans difficulté. Cependant il y a un passage secret sous la roche, qui mène à un important grenier à nourriture.
L'alerte est donnée. La-chola-kan, la cité la plus à l'ouest, est attaquée par des fourmis naines. Les trois fourmis rejoignent alors la meute, mais là encore une espionne les suivait. C'est la première guerre de printemps, demain la cité attaquera, une bataille appelée « bataille des coquelicots ». Déjà Belo-kiu-kiuni se pose des questions sur l'arme des naines, branches d’acacia qui tournent et arrachent le dôme, elle pense à l'avancée des naines au sein de la forêt de Fontainebleau. Les naines ont un avantage démographique sur leurs adversaires : contrairement aux rousses, elles ont plusieurs reines. La reine propose donc à la meute de chercher une arme secrète pour contrer la leur. Les fourmis trouvent alors une nouvelle arme : six ouvrières surmontées d'un casse graine pour former une sorte de tank.
Au petit matin Bel-o-kan décide de combattre, elles sont d'abord en difficulté, jusqu'à l'utilisation de leur atout, le « tank ». Les naines répliquent avec leur arme secrète, l’alternaria, un champignon qui dévore de l'intérieur celles qu'il touche de ses spores, et dont elles se protègent par de la bave d'escargot. Les rousses découvrent la ruse et décident de se protéger en déployant leurs effectifs, mais la température de l'air refroidit. Les deux camps établissent alors une stratégie pour remporter la bataille. Dès que l'atmosphère se réchauffe, elles reprennent l'artillerie, faisant la différence en faveur des rousses, jusqu'au milieu de l’après-midi, où éclatent des giboulées qui leur permette de remporter la bataille. Bilan : cinq millions de morts, dont quatre millions de naines. La fourmi 103 683e a perdu une patte. À la suite de cette victoire des rousses, c'est la liesse dans la fourmilière. Tout en communiquant, les trois amies réalisent qu'elles ne sont pas responsables du drame puisqu'elles n'ont pas utilisé l'arme secrète lors de la bataille des coquelicots. Elles désignent pour le coup les termites de l'est et décident que la fête de la Renaissance (reproduction) est avancée au lendemain.
Les fourmis à l'odeur de roche guettent leur conversation. Le vol nuptial va avoir lieu. 56e devine que le secret vient de l'intérieur de la meute, et non de l'extérieur. Elle se rend dans la loge des mâles pour avertir 327e, mais il a été découpé en morceaux. Elle retrouve les meurtriers qui lui en donnent rapidement la raison. Les guerrières à l'odeur de roche sont en réalité des « fourmis soldat » anti-stress. Leur particularité est de bloquer l'angoisse afin d'éviter que la fourmilière s'empoisonne et s'autodétruise. Toutefois 56e réussit à s'enfuir sans donner l'identité de 103 683e. Elle s'enfuit rapidement, et participe, comme convenu à la cérémonie de la renaissance, puis décolle pour se reproduire.
Pendant ce temps, 103 683e est parti chasser un lézard à Zoubi-zoubi-kan, grenier de pucerons de la cité. On a repéré l’un de ces monstres dans la direction du poste de Guayeï-Tyolot.
Au même moment, 56e est avalée par une hirondelle, à laquelle elle échappe en lui mordant l’œsophage. Celle-ci la recrache. Elle tombe dans un fleuve, s'accroche à une feuille, où elle est bousculée par une truite et perd connaissance.
103 683e arrive à Guayeï-Tyolot. Là, elle fait la rencontre de 4000e, une vieille guerrière infectée par une larve de guêpe, qui lui fait part de la disparition inquiétante des termites de l'est. Des expéditions ont été envoyées, mais quasiment toutes les fourmis sont mortes sur le terrain et l'unique survivante aussi sans qu'elle ne laisse de trace apparente. La cité décide alors d'attaquer le lézard dans la matinée suivante au moment où il sera plus lent, en se réchauffant grâce à la technique des naines (bave d'escargot, et énergie calorifique dû au gavage).
56e a survécu, elle est sur la rive ouest du fleuve. Une araignée tisse une toile dans laquelle elle est piégée, de même qu'une éphémère. Tandis que l’araignée est dévorée par une femelle lors d'un accouplement, la fourmi est sur le point de se faire dévorer elle aussi, lorsque la toile est percutée de plein fouet par un hanneton unicorne, ou coléoptère rhinocéros, qui brise la toile. La fourmi se tire de sa gangue.
103 683e, elle, se trouve face au lézard. Les fourmis rentrent par le moignon caudal et les orifices et le tuent de l'intérieur.
Puis 103 683e et 4000e décident de faire une excursion à la termitière de l'est. 56e trouve un lieu pour fonder la « ville de la reine issue du mystère » ce qui, en langage odorant fourmi, se hume ainsi : Chli-pou-kan. Les deux fourmis tombent près de la termitière, un orage éclate, elles vont se réfugier dans la termitière qui est vide, et s'y perdent, mais elles tombent sur une étrange lumière. C'est une luciole, à qui elles demandent de les aider : elle les conduit jusqu'à une pouponnière remplie de nymphes dont personne ne s'occupe et elles voient des centaines de termites mortes, tuées par un gaz mortel. La reine des termites survivante leur apprend l'existence d'un monde où vivent les « gardiens du bout du monde », animaux étranges et féroces qui sont armés de plaques noires qui écrasent tout, ainsi que de gaz empoisonnés. La reine leur indique le chemin, en direction de l'est, le bout du monde.
56e est affamée. Pour survivre, elle dévore alors ses premiers œufs, qu'elle estime non matures. Elle finit par pondre un spécimen à peu près viable, qui réussit à la nourrir correctement, et donc à perpétuer l'espèce.
Guidés par des fourmis rouges, 103 683e et 4000e se dirigent vers le bout du monde pendant plusieurs jours, puis partent seules vers les fourmis moissonneuses.
Pendant ce temps Chli-pou-kan est approchée par des fourmis esclavagistes, mais la meute sur place n'est pas encore préparée à leur attaque. Les esclavagistes, eux, ravagent rapidement l'artillerie, mais hésitent à entrer dans la cité. Chli-pou-ni profite du temps donné  pour monter un plan. Les esclavagistes finissent par pénétrer au sein de la cité, descendent, mais tombent dans le piège tendu et périssent noyées.
4000e et 103 683e arrivent au bout du monde. 4000e meurt écrasée par les gardiens.
Tandis que Chli-pou-ni envoie des ambassadrices à la cité mère qui ne reviendront jamais, elle décide de missionner sa meilleure guerrière : 801e.
Les fourmis sont enfin parvenues au monde des « gardiens du bout du monde » qui leur paraît tant exotique (en réalité elles débarquent sur le mini golf de l'orphelinat), qu'elles décident rapidement de quitter. 801e elle, parvient jusqu'en bas, où elle rencontre une étrange fourmi, le docteur Livingstone, un robot dont se servent des humains pour communiquer avec leur monde.

#### Les deux univers
La fourmi 801e réussit à s'enfuir, c'est une défaite pour la politique secrète de Bel-o-kiu-kiuni qui voulait garder secrète cette histoire de rencontre avec ces êtres géants, dont l'ambassadeur est le docteur Livingstone. Les deux communautés, qui se connaissent depuis longtemps, ont promis de garder le secret du contact. Bel-o-kiu-kiuni en mettant en place son armée secrète et Edmond Wells en restant caché. Sous terre, le groupe de Jonathan vit tant bien que mal formant une communauté, avec l'aide des fourmis qui les nourrissent à l'aide des ouvrières d'une cité cachée ; Bel-o-kan 2. Jean et Philippe, pour se venger de la perte de leur ami Nicolas, décident de faire brûler Bel-o-kan.
Pendant ce temps, Chli-pou-ni, qui veut attaquer Bel-o-kan, s'approche de la cité qui explose sous ses yeux. Bel-o-ki-kiuni meurt, Chli-pou-ni devient de facto la nouvelle reine. Bilan du carnage : cinq millions de morts. Chli-pou-ni conserve le corps de l'ancienne reine et le récit se termine sur la nouvelle reine qui croit comprendre que ce sont les humains qui les ont tués, sans toutefois faire la différence entre les bons et les mauvais.

### Personnages principaux

#### Fourmis

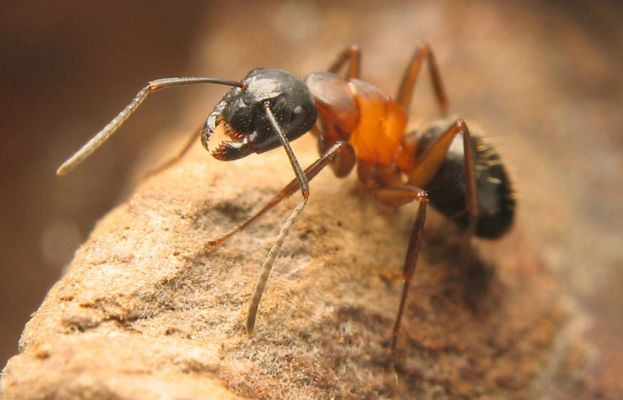
Même si l'auteur insiste sur l'aspect collectif et organique de la fourmilière, les fourmis sont des personnages à part entière du roman.

Les fourmis ne portent pas de nom spécifique, elles sont déterminées par leur numéro de ponte au sein de la fourmilière à un moment donné ; ainsi par exemple 327e est en fait le 327e mâle pondu depuis le début de l’automne (au moment du récit) dans la cité de Bel-o-kan. La reine, en revanche, a droit à un nom lié à la genèse de sa cité. Elle porte ainsi le nom de Belo-kiu-kiuni en mémoire de la toute première reine de Bel-o-kan qui s'était égarée, son nom signifiant « fourmi égarée ».
- 103 683e : une fourmi rousse de la caste des fourmis soldats.
- 327e : une fourmi mâle qui cherche à avertir les siens à la suite de la perte foudroyante et mystérieuse de vingt-sept d'entre elles, au retour d'une expédition. Le fait que son message soit ignoré de la meute la pousse à s'adresser à la reine, ainsi qu'à 56e et la met en danger. On peut considérer qu'elle est à l'origine de toutes les péripéties côté fourmis. Elle finit coupée en morceaux par les « fourmis à l'odeur de roche », le jour de la fête de la renaissance à la suite de la bataille des coquelicots.
- 56e : une fourmi femelle qui accepte d'aider 327e dans son enquête. Elle découvre entre autres l'existence d'une brigade anti-stress au sein de la cité, avant son accouplement, et réussit à fonder une cité.
- Chli-pou-ni : c'est 56e une fois devenue reine de la 65e cité fédérée. Elle bat les fourmis esclavagistes grâce à un piège ingénieux et recueille 103 683e à la suite de son escapade à la terre des gardiens du bout du monde. Puis, elle part faire la guerre à la cité mère à la suite de la disparition de ses ambassadrices. Elle découvre horrifiée la destruction de sa cité par des hommes, découvrant ainsi le mystérieux secret gardé par la reine Bel-o-kiu-kiuni.
- Bel-o-kiu-kiuni : la reine de Bel-o-kan. Elle préserve le secret de l'existence des hommes et de leur point de contact au-dessous de la cité, le fameux robot fourmi interprète, Docteur Livingstone, en entretenant une brigade anti-stress (les fourmis à l'odeur de roche) ainsi qu'une cité sous la cité destinée à entretenir les humains prisonniers du temple protestant souterrain. Elle meurt dans l'incendie de la cité provoqué par Jean et Philippe qui souhaitaient venger la disparition de Nicolas. Chli-pou-ni lui succède à la fin du récit.

#### Humains
- Edmond Wells : L'histoire d'Edmond Wells est un peu paradoxale : c'est un mort-né dans l'histoire. Car le cycle débute après sa mort et l'on ne prend connaissance de sa vie qu'au travers des récits des différents protagonistes de l'histoire qui sont sa famille, ses amis et son entourage. Professionnellement, l'on peut considérer qu'il est biologiste de formation, mais sa passion et son investissement dans l'univers des fourmis font de lui un entomologiste comme l'indique le professeur Rosenfeld[2] « Les bactéries ne le passionnaient pas le millième de ce que l’ont passionné ses recherches sur l’insecte, et tout particulièrement sur les fourmis. Et quand je dis « ses recherches », c’était un engagement total. »
- Jonathan Wells : Neveu d'Edmond Wells qui a la phobie du noir. Il a rencontré sa femme, Lucie, 13 ans auparavant à la suite d'un incident à la bombe lacrymogène dans le métro parisien. Puis il a vécu avec elle dans l’une des premières communautés utopiques, un squat à Paris du côté de la gare du Nord. Ils décident de se marier trois mois plus tard. À la suite de cette aventure, il part vivre une autre expérience utopique dans une ferme située dans les Pyrénées, aventure qui malheureusement se termine mal. Il perd son emploi de serrurier au sein de la société « SOS serrure » en raison d’un refus d’intervenir dans les zones à risques. L'héritage de son oncle, à ce moment-là, constitue une aubaine, mais à terme, s’avère être une malédiction. En effet, Jonathan est la deuxième personne à se perdre dans la cave. On le retrouve à la fin du récit, expliquant qu'il est responsable des mécanismes piégés de la cave d'Edmond Wells.
- Lucie Wells : Femme de Jonathan
- Nicolas Wells : Fils de Jonathan

### Personnages secondaires

#### Humains
- Augusta : grand-mère de Jonathan Wells, vit recluse dans son trente mètres carrés depuis la mort de ses deux enfants.
- Suzy : sœur d'Edmond Wells, meurt dans un ravin, poussée par un chauffeur de poids lourds.
- Ling Mi : femme d'Edmond Wells, décède d'une leucémie.
- Ouarzazate : chien de Nicolas Wells, un caniche nain coupé, il finit tué par des rats au fond de la cave.
- Pr Rosenfeld : il accompagne Edmond Wells en Afrique pour étudier les fourmis Magnan, à la suite de la mort de Ling Mi.
- Jason Bragel : meilleur ami d'Edmond Wells qu'il a rencontré à la faculté de biologie, alors qu'il travaillait sur les plantes.
- Marc Leduc : supérieur d'Edmond Wells dans la société Sweetmilk corporation, qui lui a volé les plans de la machine lui permettant de communiquer avec les fourmis. Marqué par des larves de guêpes, dont il ne supportera pas la douleur, finit par se suicider.
- Laurent Leduc : rival d'Edmond Wells, théoricien éthologiste, cherche à accaparer les travaux de ce dernier, et plus particulièrement son encyclopédie. Il ne parvient pas à résoudre l'énigme de la cave, et doit repartir bredouille.
- Jean et Philippe : deux amis de Nicolas Wells à l'orphelinat ; ils font exploser le dôme de Bel-O-Kan à la fin du récit.
- Inspecteur Galin : inspecteur de police enthousiaste qui s'occupe des affaires étranges.
- Bilsheim : commissaire ayant un don d'écoute pour les histoires sans queue ni tête, dont la réplique fétiche est « évidemment ». Il est forcé de descendre chercher Galin dans la cave, sur les ordres de son patron « le commissaire Solange ».
- Solange Doumeng : chef de la police judiciaire, est une femme autoritaire. Elle finit par abandonner les recherches et faire fermer la cave.

#### Fourmis
- 4000e : Chasseresse rousse vivant à Guayeï-Tyolot, infectée par une larve de guêpe, ses jours sont comptés. Elle accompagne 103 683e dans les territoires de l'est, et meurt écrasée par une voiture sur le territoire des « gardiens du bout du monde ».
- 801e : Fille de Chli-pou-ni, utilisée comme espionne, échappe in extremis à la mort.
- Ha-yekte-douni : Ancienne reine fourmi qui avait un délire sécuritaire, fit construire une « cité blindée ».
- Biu-pa-ni : Reine qui a essayé de trouver un moyen de passer le fleuve de Sateï, et décima quasiment tous ses effectifs.
- Lifoug-Ryuni : Reine qui a réussi à passer le fleuve de Sateï en y construisant un tunnel.

### Le temps
L'histoire se passe dans le courant des années 2000, bien que l'auteur avait envisagé dix années plus tôt initialement. Quelques évocations technologiques contemporaines sont faites, tel que l'informatique, la télévision, et l'aérospatial, au travers de l'exploration de la sonde Marco Polo, ainsi que le réchauffement climatique.
Dans le récit, le temps se découpe de deux manières différentes :
- pour les hommes, en jours et en heures ;
- pour les fourmis, en degrés, car leur physiologie réagit aux évolutions de température.

Toutefois le temps des fourmis peut aussi se compter en années, par l'évocation faite des anciennes dynasties, remontant à plusieurs milliers d'années en arrière. Il arrive toutefois que la référence au temps humain s'applique aux fourmis, par exemple lors de la bataille des coquelicots.

### Les lieux
La zone géographique, définie par l'auteur, se trouve autour et dans la forêt de Fontainebleau.
Pour les humains, c'est principalement dans la maison et dans la cave de la maison de Jonathan Wells. D'autres lieux sont énoncés mais non décrits précisément hormis la zone autour de l'orphelinat.
Pour les fourmis, c'est la forêt de Fontainebleau, à Bel-o-kan. La  fédération de Bel-o-kan a été fondée il y a 5 000 ans, elle contient 64 cités filles reliées par un réseau de 125 km de pistes creusées et 780 km de pistes odorantes. C'est la plus grande fédération de cette partie de la forêt de Fontainebleau qui représente à leur échelle, une très vaste zone. Voici quelques indications sur l'espace décrit au travers des cités présentes dans le récit :  
- Yodu-lou-baikan : la plus grande productrice de céréales ;
- Giou-li-aikan : dont les légions de tueuses ont vaincu il y a deux ans une coalition des termitières du sud ;
- Zédi-bei-nakan : célèbre pour ses laboratoires chimiques arrivant à produire des acides hyper-concentrés ;
- La-chola-kan : la cité la plus à l'ouest ;
- Guayeï-tyolot : poste avancé, n'a pas de reine ;
- Zoubi-zoubi-kan : grenier à pucerons ;
- Gloubi-diu-kan : cité la plus à l'est avec Zoubi-zoubi-kan ;
- Chli-pou-kan : 65e cité fédérée, signifie « ville de la reine issue du mystère » ;
- Le port de Sateï : fleuve de l'est traversé par un tunnel ;
- Shi-gae-pou : cité des fourmis naines, rivales des rousses ;
- Niziu-ni-kan : cité tombée dans l’escarcelle des naines.

### Les phrases clefs du récit
Le récit est parcouru de sentences et de phrases clefs pour faire réfléchir le lecteur, en voici quelques-unes : 
- « Je vous connais, bonnes consciences calées dans la soie ! Vous ne pensez qu’à votre confort personnel, vous ne désirez que des gloires individuelles, le bonheur oui, mais uniquement le vôtre et celui de votre proche famille. Je vous connais, vous dis-je. Toi, toi, toi et toi ! Cessez de sourire devant vos écrans, je vous parle de choses graves. Je vous parle de l’avenir de l’humanité. Cela ne pourra plus durer. Ce mode de vie n’a pas de sens. Nous gaspillons tout, nous détruisons tout. Les forêts sont laminées pour faire des mouchoirs jetables. Tout est devenu jetable : les couverts, les stylos, les vêtements, les appareils photo, les voitures, et sans vous en apercevoir vous devenez vous aussi jetables. Renoncez à cette forme de vie superficielle. Vous devez y renoncer aujourd’hui, avant qu’on ne vous force à y renoncer demain. » ;
- « Devise des fourmis : « lentement mais toujours en avant » » ;
- « L'avenir appartient aux spécialistes » ;
- Jonathan Wells : « Allons, mon garçon quand tu seras grand, tu penseras comme moi : le seul animal vraiment passionnant, le seul animal dont l'intelligence est vraiment différente de la nôtre, c'est… la femme ! » ;
- « Quand l’ennemi semble plus fort que toi, agis de manière à échapper à son mode de compréhension » ;
- « Une sentence de la dernière Mère ne dit-elle pas : mieux vaut consolider ses points forts que vouloir tout contrôler ? » ;
- « Chaque adversaire a son point faible. Trouve-le, et n’affronte que cette faiblesse. » ;
- « Regarde où l’adversaire te frappe avec prédilection, c’est souvent son propre point faible… » ;
- « Il n'y a pas de meilleure technique de combat que celle qui consiste à attendre que ton adversaire se détruise tout seul » ;
- « La sécurité est mon pire ennemi, elle endort mes réflexes et mes initiatives » ;
- « Celui qui pose une question est bête cinq minutes ; celui qui n'en pose pas l'est toute sa vie » (proverbe chinois).

## Conception
Les Fourmis est le premier tome d'une trilogie relatant les aventures d'humains et de fourmis au travers de deux fils narratifs a priori distincts, mais se croisant par moments, par un schéma narratif « synchrone » caractérisé par les coupures entre les parties du texte séparant les deux univers, l'un semblant répondre à l'autre par transition. Les deux histoires se poursuivent en parallèle jusqu'au moment du contact et de la communication entre les deux espèces intelligentes qui jusqu'à présent s'ignoraient mutuellement. Outre ces deux fils, le récit est entrecoupé de passages de L'Encyclopédie du savoir relatif et absolu, ouvrage-testament d'Edmond Wells.
Bernard Werber décrit ce premier tome de la manière suivante :
« Les Fourmis. C'est le premier. Commencé à seize ans, écrit avec une discipline de quatre heures et demie tous les matins. Le livre est construit sur l'architecture de la cathédrale d'Amiens. Pour moi dans le premier il y avait tout en germe. Mais tout étant à peine évoqué, effleuré, sous-entendu, il fallait poursuivre. »
Toutefois pour le lecteur lambda, l'ouvrage prend surtout la forme d'une sédimentation, alternant les récits, les points de vue, les passages narratifs, et descriptifs, s'entrecroisant.
Bernard Werber a débuté l'écriture des fourmis à l'âge de seize ans, au rythme d'une écriture de quatre heures et demie par jour. Il a mis près de douze ans à le terminer, réécrit dix-huit fois son roman avant de l'envoyer à une maison d'édition, avec au total près d'une centaine de versions.
Le roman propose de nombreuses informations vulgarisées sur la vie des colonies de fourmis,.
L'un de ses thèmes principaux est l'ouverture de conscience à travers le cheminement personnel du héros et représenté par l'énigme des allumettes.

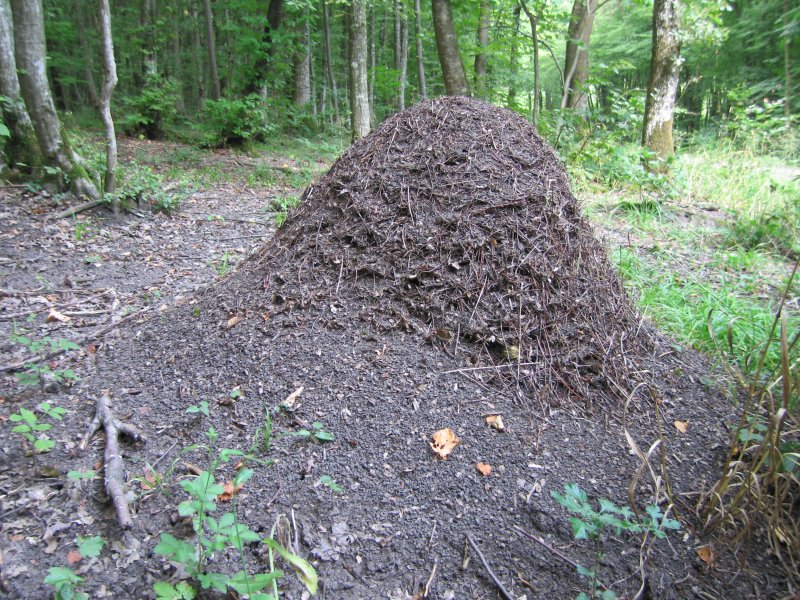
Une fourmilière à l'image de la cité Bel-o-kan.

À l'image de la cave d'Edmond Wells, la société des fourmis est considérée comme la partie inconsciente de l'esprit humain, un monde souterrain, grouillant de vie et de tunnels ; c'est la partie cachée de notre esprit, mais dont nous ne percevons que la partie superficielle, le dôme. Pour l'auteur, l'exploration de cette partie profonde constitue une psychanalyse, à la fois pour lui-même mais aussi, symboliquement, pour ses lecteurs, ainsi chaque fois qu'un personnage entre dans la cave, cela le pousse à s'interroger sur lui-même et sa vie. Arrivé à la nasse, une inscription laisse penser que la situation est comparable à un cycle achevé et donc à une autre naissance. Outre l'histoire de la cave, l'auteur opère aussi sur un changement de point de vue sur le monde des humains en mettant en avant les techniques de l'autre univers, comme dans le passage où les fourmis se trouvent dans le mini-golf, et inversement. Soit en substance le monde du conscient coiffant l'inconscient, évoqué en parallèle chez deux espèces très différentes.
Transparaît aussi le thème de la communication et de la compréhension entre les hommes d'abord, puis entre les espèces. Ce que nous percevons au travers du protocole de communication entre les fourmis tout d'abord, par les antennes et les odeurs ensuite, puis de la domestication d'autres espèces. Exemple, les pucerons et leur tentatives plus ou moins fructueuses contre les plantes carnivores. Plus en avant, ce thème met en relief les problèmes de la société en opposant l'organisation sociale du monde des fourmis et celle du monde des humains. D'un point de vue narratif et par rapport à la progression de l'histoire, cela reste une exploration de l'univers de l'un par l'autre, avec finalement la rencontre humains-fourmis.
Il existe aussi une partie ésotérique évoquée plus ou moins directement, mais non expliquée, autour du passage de la mort. Tout d'abord, au travers des expériences d'Edmond Wells consistant à ralentir les battements du cœur, sur le modèle des fourmis, puis sur les textes qui apparaissent dans la cave, évoquant la mort, le noir et le soleil. De même la pièce où loge le groupe de Jonathan Wells est elle-même couverte d'écritures religieuses.
Le thème transversal de cet ouvrage est L'Encyclopédie du savoir relatif et absolu, rédigée par Edmond Wells. Cette encyclopédie permet d'une part de porter un regard différent sur le sujet, et d'autre part, par des digressions, d'apporter des connaissances qui permettent de s'extraire du récit. L'encyclopédie d'une certaine manière, s'y intègre par son implication dans l'intrigue mais aussi par sa thématique ; elle peut également être extraite et lue de façon indépendante, à travers chacun de ses articles, nous apportant des informations exotiques sur divers sujets. Cet ouvrage est de fait le fil conducteur de toute l'histoire ; il incarne le génie d'Edmond Wells, et ce malgré sa disparition, et il permet d'accéder par ses idées à une forme d'immortalité. C'est aussi un outil qui aide à comprendre qu'au-delà de la science, d'une certaine façon, « tout est lié ». Cet ouvrage vulgarise l'accès à la connaissance.
Cependant le thème principal reste la (re)découverte de la civilisation des fourmis et des hommes au travers du regard croisé que porte l'auteur sur ces deux espèces, avec en toile de fond, la possible ouverture de l'avenir de l'homme vers une société fonctionnelle et collective à l'image de ces insectes sociaux. Les tomes 2 et 3 des Fourmis furent d'ailleurs élaborés comme des modes d'emploi du premier opus.
À noter que Les Fourmis comporte en prémices tous les ouvrages qui suivent de Bernard Werber avec, encore en friche ou peu développés, des thèmes comme la féminisation, l'évolution de l'humanité, le changement de point de vue (au travers des fourmis, les premiers hommes, les anges, les dieux, la terre), la communication et la compréhension au-delà des espèces, la prise de conscience ou encore la notion de perspective et de changement de dimension à travers l'énigme des allumettes, ainsi que l'universalité de la connaissance à travers L'encyclopédie du savoir relatif et absolu, la construction d'une histoire à suspense sur le modèle du polar, que l'on retrouve par exemple dans le cycle des aventuriers de la science avec une trame principale et des intrigues secondaires. Les Fourmis, c'est aussi la marque d'une construction de récit privilégiant une histoire solide plutôt que des personnages complexes et un récit alambiqué.
Il est possible aussi qu'il existe une symbolique numérologique et géométrique, qui transparaît plus ou moins clairement (rêve de Lucie Wells, concernant la chambre d'hôtel : le chiffre 8 et l'infini par exemple), notamment au travers de la pyramide, la structure du roman en trois intrigues, et des numéros des fourmis au travers du chiffre 73, âge de la fourmi 327e au début du roman, le chiffre 28, nombre de morts lors de l'expédition. Le chiffre 56 et la cité 65.

## Réception
Au départ reçu par un public interrogatif, Les Fourmis remporte un franc succès. Le roman est traduit en plus de trente langues et vendu à plus de deux millions d'exemplaires. En dehors de la France, le roman a eu un succès particulier en Corée du Sud. Il a reçu le Prix des lecteurs de Sciences et Avenir, le Prix du livre de l'année 1991 de Livres-Hebdo et le Prix Palissy.
Une version collector a été annoncée le 8 aout 2024 par l'auteur, qui sortira le 25 septembre 2024 aux éditions Livre de Poche. L'auteur précise que cette édition comportera une nouvelle introduction, illustrations, couverture graphique et tranche décorée,.

## Traductions
Intitulé du titre en diverses langues ou éditions :
- Allemand : Die Ameisen
- Anglais : Empire of the Ants
- Arabe : النمل
- Brésilien : O Império das Formigas
- Bulgare : Мравките
- Coréen : 개미
- Croate : Mravi
- Danois : Myrerne
- Espagnol : Las hormigas
- Finnois : Muurahaiset
- Hébreu : הנמלים
- Hongrois : A hangyák
- Italien : Formiche
- Polonais : Imperium mrówek
- Portugais : As Formigas
- Roumain : Furnicile
- Russe : Муравьи
- Slovaque : Mravce
- Suédois : Myrorna
- Tchèque : Mravenci
- Turc : Karıncalar - Olağanüstü Bir Algılama Biçimi
- Vietnamien : Kiến

## Adaptations
Le roman a été adapté en bande dessinée en 1994 sous le titre Les Fourmis.
Il a ensuite été adapté en 2000 en jeu vidéo par Microïds sous le titre Les Fourmis. Ce jeu de stratégie en temps réel a pour extension Les Guerres de l'Ouest.
En 2024, une nouvelle adaptation avec un rendu photoréaliste est sortie en novembre. Cette version est développée par Tower Five et est également éditée par Microids. 
Le film d'animation Fourmiz est fortement inspiré des Fourmis. Guillaume Aretos qui avait illustré l'ouvrage de Bernard Werber Le Livre secret des fourmis : encyclopédie du savoir relatif et absolu (Albin Michel, 1993) a été repéré par Dreamworks et le studio d'animation lui a proposé de collaborer sur le film Fourmiz.
Bernard Werber a déclaré à ce sujet :  « le film d'animation Fourmiz est parti de mes romans sur les fourmis. Ma trilogie faisait l'objet à l'époque d'un projet d'adaptation lancé par Medialab pour Canal +, qui l'a proposé à Disney, qui a aimé le concept – sans avoir envie pour autant de payer les droits. Le patron de Disney, Jeffrey Katzenberg, est parti chez Dreamworks où il a fait Antz. Il a même embauché l'illustrateur de mes livres comme directeur artistique ! Disney de son côté a fait 1 001 pattes. Il y a eu un procès entre les deux, mais moi, je n'ai pas l'esprit procédurier. J'ai quelque part une lettre de Spielberg (cofondateur de Dreamworks) où il explique qu'il ne savait pas qu'il y avait un projet français… »

## Hommage
Bernard Lenteric publie en 1997 chez Plon L'Empereur des rats, un roman fantastique qui met en scène des rats transgéniques. Pour ce roman, il s'est inspiré des Fourmis de Bernard Werber et il lui a demandé l'autorisation.